# Trachipterus
Trachipterus – rodzaj morskich, głębinowych ryb strojnikokształtnych z rodziny wstęgorowatych (Trachipteridae).

## Klasyfikacja
Gatunki zaliczane do tego rodzaju:
- Trachipterus altivelis – wstęgor pacyficzny[3]
- Trachipterus arawatae
- Trachipterus arcticus – wstęgor polarny[3]
- Trachipterus fukuzakii
- Trachipterus ishikawae
- Trachipterus jacksonensis
- Trachipterus trachypterus – wstęgor zwyczajny[4]

Gatunkiem typowym jest Cepola trachyptera (T. trachypterus).